# Missjö (naturreservat)
Missjö är ett naturreservat i  Söderköpings kommun i Östergötlands län.
Området är naturskyddat sedan 2001 och är 1 833 hektar stort. Reservatet omfattar norra delen av ön Missjö och en mängd öar, kobbar och skär i Sankt Annas skärgård. Öarna i det yttre bandet består av mager hällmarkstallskog, på öar längre in finns även ek och lundvegetation. 